# Ferdinand Sommer (Philologe)
Johann Ferdinand Sommer, auch Ferdinand Johann Sommer (* 4. Mai 1875 in Trier; † 3. April 1962 in München) war ein deutscher Indogermanist und Klassischer Philologe.

## Leben
Ferdinand Sommer, Sohn eines Rechnungsrats, Abiturient am Humanistischen Gymnasium in Kassel, widmete sich in der Folge einem Studium der Sprachwissenschaften an der Philipps-Universität Marburg, später an der Albert-Ludwigs-Universität Freiburg. Dort wurde er 1896 bei Rudolf Thurneysen zum Dr. phil. promoviert. Während seines Studiums wurde er Mitglied der Akademischen Verbindung Zaringia Freiburg. 1899 trat Sommer eine Assistenzstelle bei Karl Brugmann an der Universität Leipzig an, im gleichen Jahr wurde er habilitiert. 1902 wurde ihm die ordentliche Professur der allgemeinen und indogermanischen Sprachwissenschaften an der Universität Basel übertragen, 1909 folgte er einem Ruf an die Universität Rostock, 1913 einem Ruf an die Friedrich-Schiller-Universität Jena, wo er bis 1924 den Lehrstuhl für Vergleichende Sprachwissenschaft ausfüllte. Nach einer zweijährigen ordentlichen Professur an der Rheinischen Friedrich-Wilhelms-Universität Bonn übernahm er 1926 den Lehrstuhl für Indogermanische Sprachwissenschaft an der Ludwig-Maximilians-Universität München, den er bis zu seiner Emeritierung innehatte.
Der zum Geheimen Regierungsrat ernannte Sommer war ordentliches Mitglied der Bayerischen Akademie der Wissenschaften sowie korrespondierendes Mitglied der Sächsischen Akademie der Wissenschaften zu Leipzig, der Preußischen Akademie der Wissenschaften (und später der Deutschen Akademie der Wissenschaften zu Berlin) sowie der Akademie der Wissenschaften zu Göttingen. Sommer ist Autor bedeutender Abhandlungen zur geschichtlichen Erforschung der lateinischen sowie der griechischen Sprache. Nach Bedřich Hroznýs 1915 gelungenem Nachweis, dass das Hethitische der indogermanischen Sprachfamilie zugehörig ist, verlegte er seinen Forschungsschwerpunkt auf die Interpretation hethitischer Texte.
Der Bayerische Verdienstorden wurde ihm am 20. November 1959 verliehen.

## Schriften
- Zur Lehre vom Pronomen personale infixum in altirischen Glossen, Dissertation, Ehrhardt Karras, 1896.
- Die Komparationssuffixe im Lateinischen, Habilitationsschrift, K. J. Trübner, 1899.
- Lateinische Schulgrammatik mit sprachwissenschaftlichen Anmerkungen. Moritz Diesterweg Verlag, Frankfurt am Main 1920. (2. Auflage 1923).
- Vergleichende Syntax der Schulsprachen. Verlag B. G. Teubner, Stuttgart 1921. (Nachdruck der 3. Auflage von 1931. Wissenschaftliche Buchgesellschaft, 1959. Weitere Nachdrucke 1971 und 1989).
- Das lydische und etruskische F-Zeichen, Verlag der Bayerischen Akademie der Wissenschaften, München 1930.
- Die Aḫḫijava-Urkunden. Abhandlungen der Bayerischen Akademie der Wissenschaften, Phil.-hist. Abt. N.F.6, München 1932.
- Ahhijavāfrage und Sprachwissenschaft, Verlag der Bayerischen Akademie der Wissenschaften, München 1934 (Digitalisat).
- Handbuch der lateinischen Laut- und Formenlehre: eine Einführung in das sprachwissenschaftliche Studium des Lateins. 2. Ausgabe. Heidelberg, Winter 1948.
- Hethiter und Hethitisch, W. Kohlhammer, 1948.
- Zur Geschichte der griechischen Nominalkomposita, Verlag der Bayerischen Akademie der Wissenschaften, München 1948.